# Стадион Бранко Чавловић-Чавлек
Стадион Бранко Чавловић-Чавлек, је вишенаменски стадион у Карловцу, Хрватска. Највише се користи за фудбалске утакмице, а тренутно на њему игра НК Карловац. Изграђен је 1975. године, а раније је носио назив стадион 13. јул (13. srpanj).
Уласком НК Карловца у Прву лигу Хрватске овај стадион је претрпио велику реконструкцију, а обновљени стадион је отворен 19. јула 2009. пријатељском утакмицом са енглеским Квинс Парк Ренџерсом, где је Карловац победио са 3:1.
На стадиону се неколико година за редом одржава свечано обележавање дана Оружаних снага Републике Хрватске и дана Хрватске копнене војске.